# Justicia amanda
Justicia amanda är en akantusväxtart. Justicia amanda ingår i släktet Justicia och familjen akantusväxter.

## Underarter
Arten delas in i följande underarter:
- J. a. amanda
- J. a. saxatilis